# درست‌بد
درست‌بد (Drustbed) عنوان پزشک ارشد در دوران شاهنشاهی ساسانی (۲۲۴–۶۵۱) بود. در اوایل دوره ساسانیان هیچ اشاره‌ای به این عنوان نشده‌است و همه دارندگان شناخته‌شده این مقام برای نخستین بار در اواخر دوران ساسانی زندگی می‌کردند، که این بیانگر آن است که احتمالاً این عنوان در اواخر دوره ساسانی ایجاد شده‌است.
غیرزرتشتی‌ها نیز می‌توانستند به این مقام برسند، همچون گابریل سنجاری مسیحی که پزشک خصوصی خسرو پرویز (حک. ۵۹۰–۶۲۸) بود.